# Necrópolis de Via Triumphalis
La Necrópolis de Via Triumphalis forma parte del área arqueológica de los Museos Vaticanos (Ciudad del Vaticano, Ciudad del Vaticano). Comprende el Sector del Autoparco (excavado entre los años 1956 y 1958) y “S. Rosa” (excavado en 2003).
Esta necrópolis, excavada entre 2009 y 2011 bajo la dirección de Giandomenico Spinola, fue musealizada y abierta al público en diciembre de 2013. Es lo que algunos han llamado la Pompeya romana, debido a lo impresionante de los materiales y construcciones que ofrece. Precisamente por ello, es considerada una de las necrópolis romanas de mayor relevancia. Su musealización, según se destaca en la web de los Museos Vaticanos, ha sido posible gracias a la financiación de los mecenas del Vaticano, Canada Chapter.
El nombre que se le ha dado a esta necrópolis se debe a su localización, pues se encuentra a medio kilómetro de la Via Triumphalis, que llevaba a la antigua ciudad etrusca de Veio. La Ley de las Doce Tablas regulaba que los lugares de enterramiento debían estar fuera de la ciudad, por lo que, normalmente, las necrópolis eran construidas fuera de la misma pero en contacto con las vías de comunicación. Concretamente, se encontraría en la ladera nororiental de la Colina Vaticana, cerca del Circo de Calígula.
La necrópolis quedó enterrada como consecuencia de los sucesivos desplomes de esta colina, lo que favoreció que se encontrase tal cual se dejó de utilizar en el siglo IV, cuando Constantino mandó construir la primera Basílica de San Pedro (320 d. C.).

## Contenido

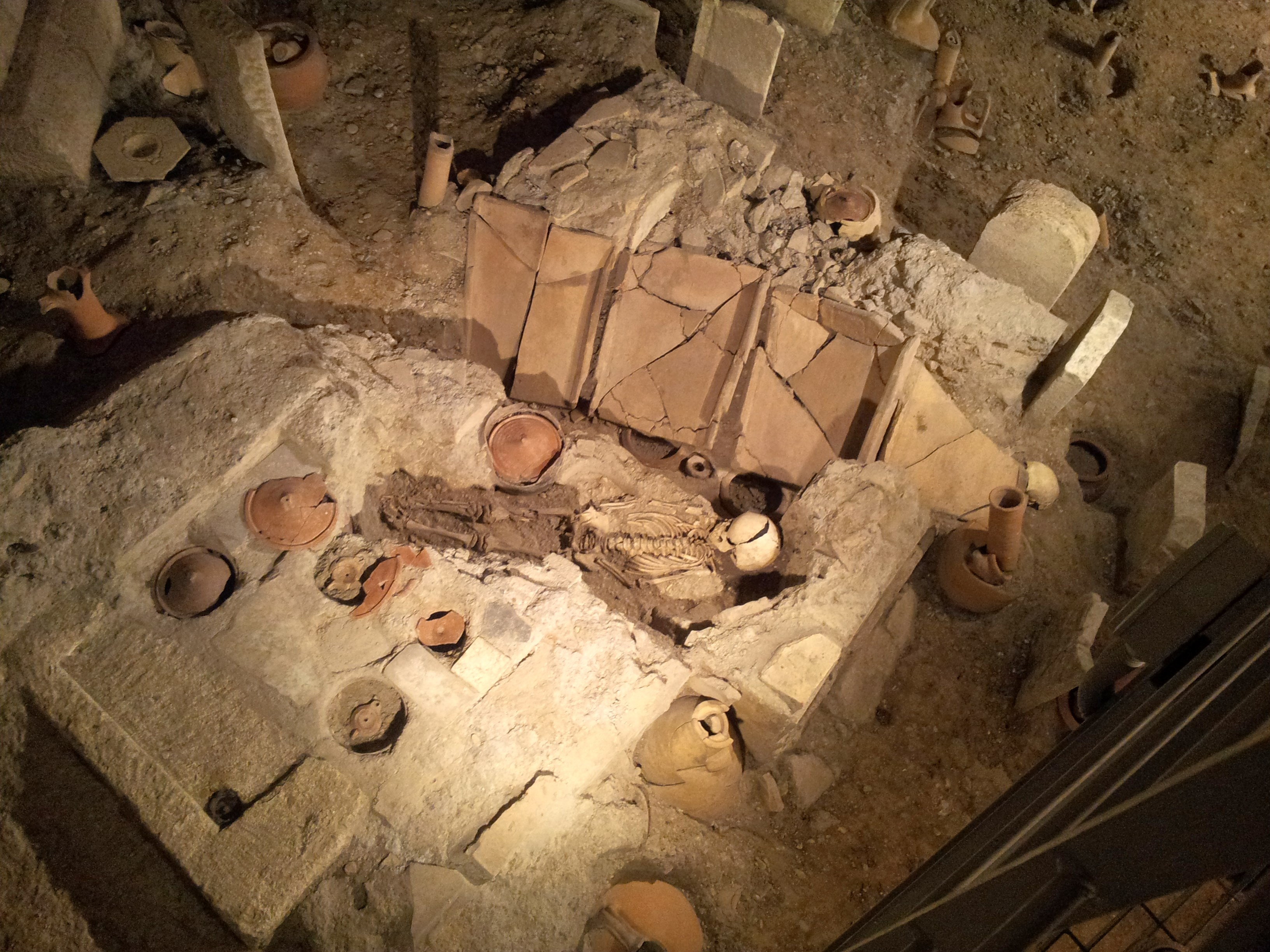
Una de las áreas de enterramientos de la necrópolis en la que se combinan inhumación y cremación. Se pueden ver las urnas funerarias, los tubuli, las estelas o las tegulae

Este museo alberga los materiales que se han extraído en las sucesivas excavaciones. Se trata de alrededor de 200 tumbas de distintas cronologías, en las que se contabilizan casi 700 personas, además de materiales relacionados con el mundo funerario romano (esculturas, mosaicos, estucos, ungüentarios…). Se encuentran tanto inhumaciones como incineraciones, y es que la cremación aquí se utiliza entre los siglos II a. C. y II d. C. Uno de los descubrimientos fue un ustrinum, una plataforma para la cremación en la que se encontraron restos de carbón de piñas.
Durante la musealización de la necrópolis, toda esta área permaneció abierta al público con el objetivo de la realización de estudios de la misma y sus materiales. Para la organización del museo se ha utilizado una estructura de pasarelas, que guía al visitante en las distintas fases de construcción, aunque esta necrópolis no se ve interrumpida durante los casi tres siglos de uso. De tal manera, que se diferencian tres pisos y tres fases. Siguiendo el recorrido:
- En la última de las fases, desarrollada en la primera mitad del siglo III d. C., los edificios funerarios aumentan sus dimensiones y el espacio sufre una urbanización. Esta fase se dispone en un nivel de estratificación más elevado como consecuencia de la estratificación a la que se ve sometida la segunda fase.
- La segunda fase se desarrolla hasta la segunda mitad del siglo II d. C. y es la más afectada por la estratificación y los deslizamientos de tierra, ya que las tumbas son cubiertas prácticamente en su totalidad. En esta fase los edificios funerarios se disponen de una manera mucho más regularizada que en la fase primera.
- En esta primera fase (primera mitad del siglo I d. C.) priman en las cremaciones y el número de edificios funerarios es reducido.

Las tumbas y monumentos han sido perfectamente excavados, dejando ver tanto aspectos de la estratificación como los propios del mundo funerario. Las tumbas conservan los tubuli de arcilla, por los que se introducían los líquidos utilizados en las libaciones (miel, vino, leche o aceite), los pavimentos y los frescos. En las vitrinas están colocados los materiales encontrados en las excavaciones, que, del mismo modo, reflejan aspectos de la forma de concebir el más allá por la sociedad romana: la muñeca de una niña, lucernae (esculturas de los esclavos que acompañaban a sus amos por las noches con una linterna), espejos, estelas…

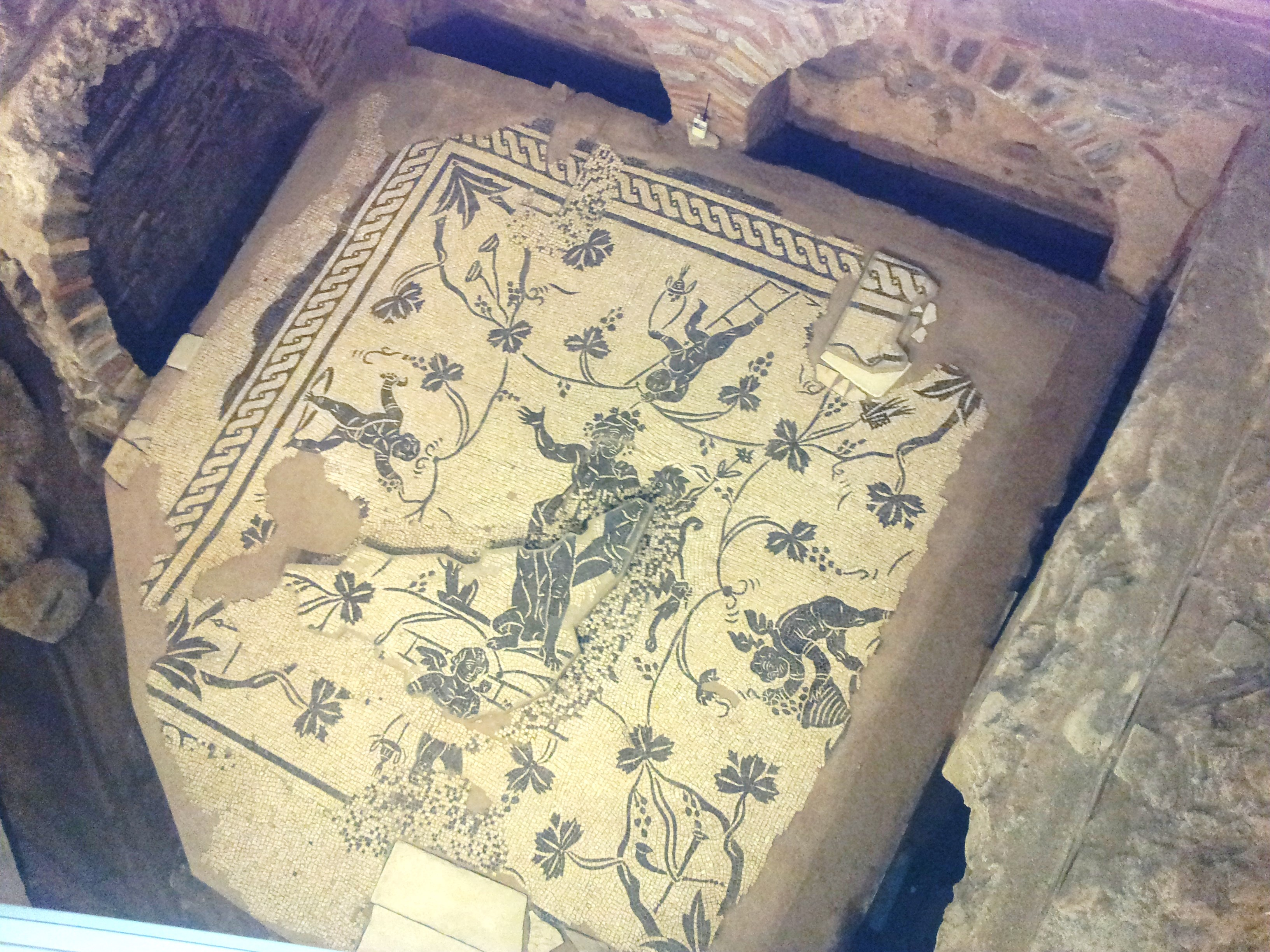
Pavimento de uno de los columbarios de la necrópolis
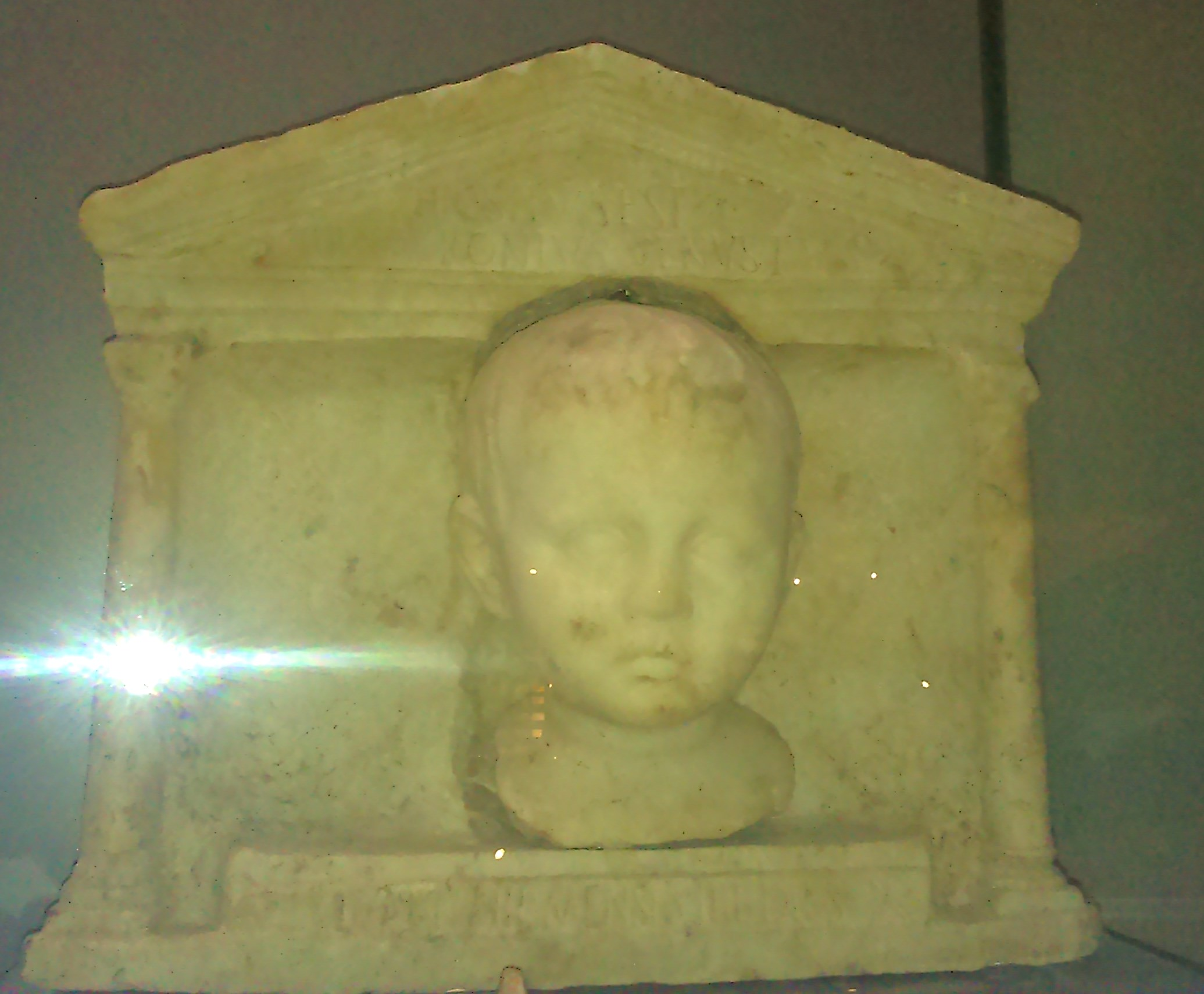
Estela funeraria con la representación de un infantil
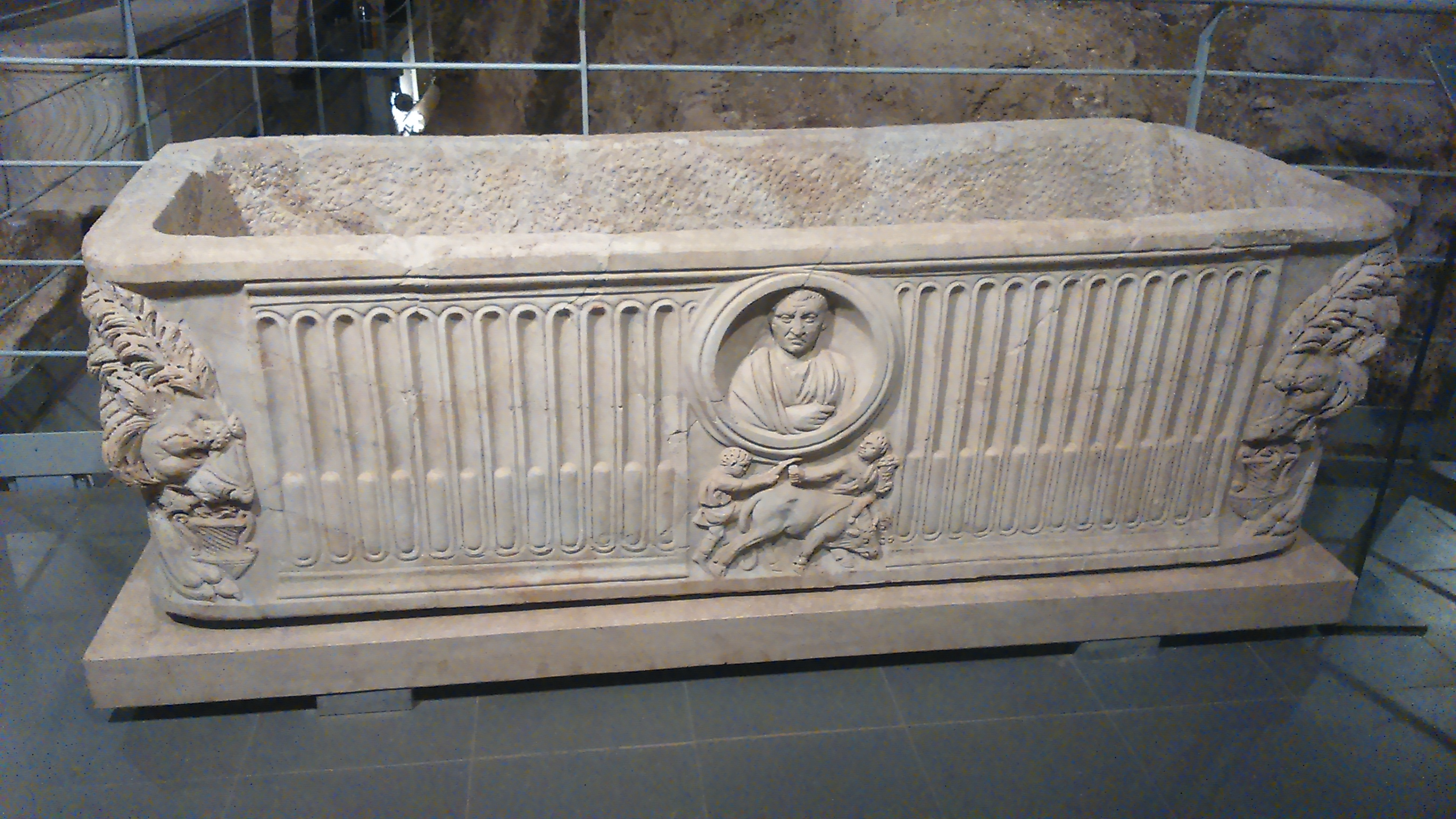
Sarcófago con la representación del difunto

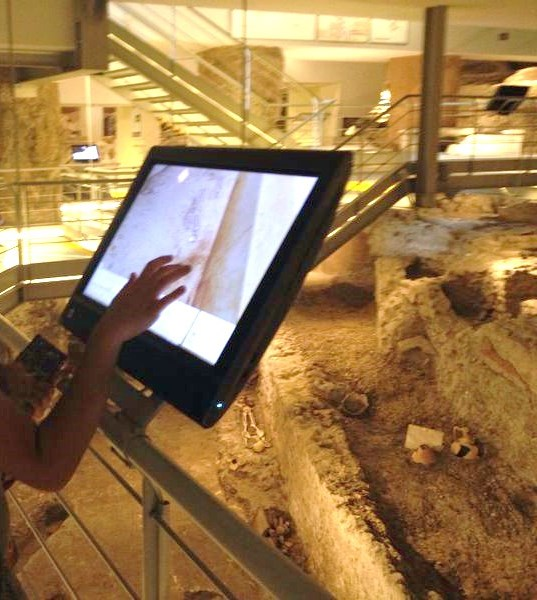
Ejemplo de una de las pantallas interactivas

De entre las construcciones más llamativas se pueden destacar las siguientes:
- Tumba de Alcinus, el escenógrafo del teatro de Pompeyo, que aparece retratado con un cincel en la mano, rodeado de sus instrumentos de trabajo (compás, escuadra y nivel hidráulico) y acompañado por un lucernae.
- Altar dedicado a Flora por Tiberius Claudius Optatus, liberto de Nerón, que se dedicaba a archivar el patrimonio privado del emperador (Tabularius a patrimoniis). Se la dedica su esposa. ¿?
- Tumba de Gaius Sallustius Crispus Passienus, segundo marido de Agripina, la madre de Nerón.

Asimismo, entre sus vitrinas se pueden observar materiales de otros sectores que, actualmente, no están abiertos al público, con el objetivo de dar una mayor información al visitante.
En palabras de Giandomenico Spinola:

Es un caso único porque son tumbas pobres con materiales ricos. Además, la posibilidad de hacer estos rituales funerarios para los muertos para dejar la memoria de los difuntos bien conservada, no es común.

Todo ello se ha completado con la instalación de pantallas táctiles, que permiten al visitante observar cómo sería la necrópolis en su momento de uso, los rituales utilizados, el proceso de excavación… El objetivo es fomentar la didáctica y acercar al visitante al mundo funerario romano.

## Información útil
- El precio de la entrada varía en función del tipo de visita (individual, visita guiada, grupo universitario…).
- Se da la opción de elegir dos tipos de visita: solamente la Necrópolis de Via Triumphalis o combinarla con la visita a los Museos Vaticanos.
- Las entradas hay que reservarlas con antelación.
- Es aconsejable consultar el precios, horarios, condiciones y tipo de visita en el siguiente enlace:
- http://biglietteriamusei.vatican.va/musei/tickets/do?action=booking